# Paquebot

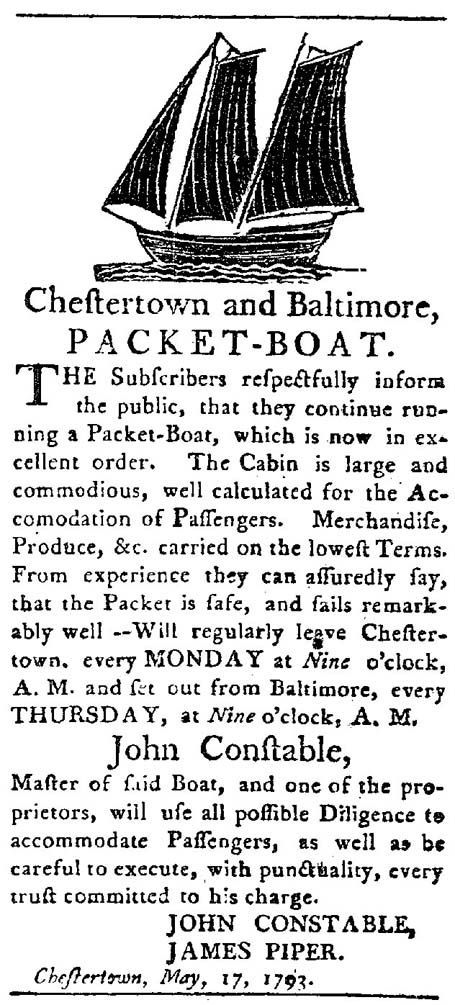
Anunci de 1793 d'una goleta que travessava la badia de Chesapeake.

Paquebot (de l'anglès packet boat) era el nom que rebia qualsevol vaixell que estigués destinat al transport del correu, paquets i passatgers, i que fes una ruta fixa.

## Història

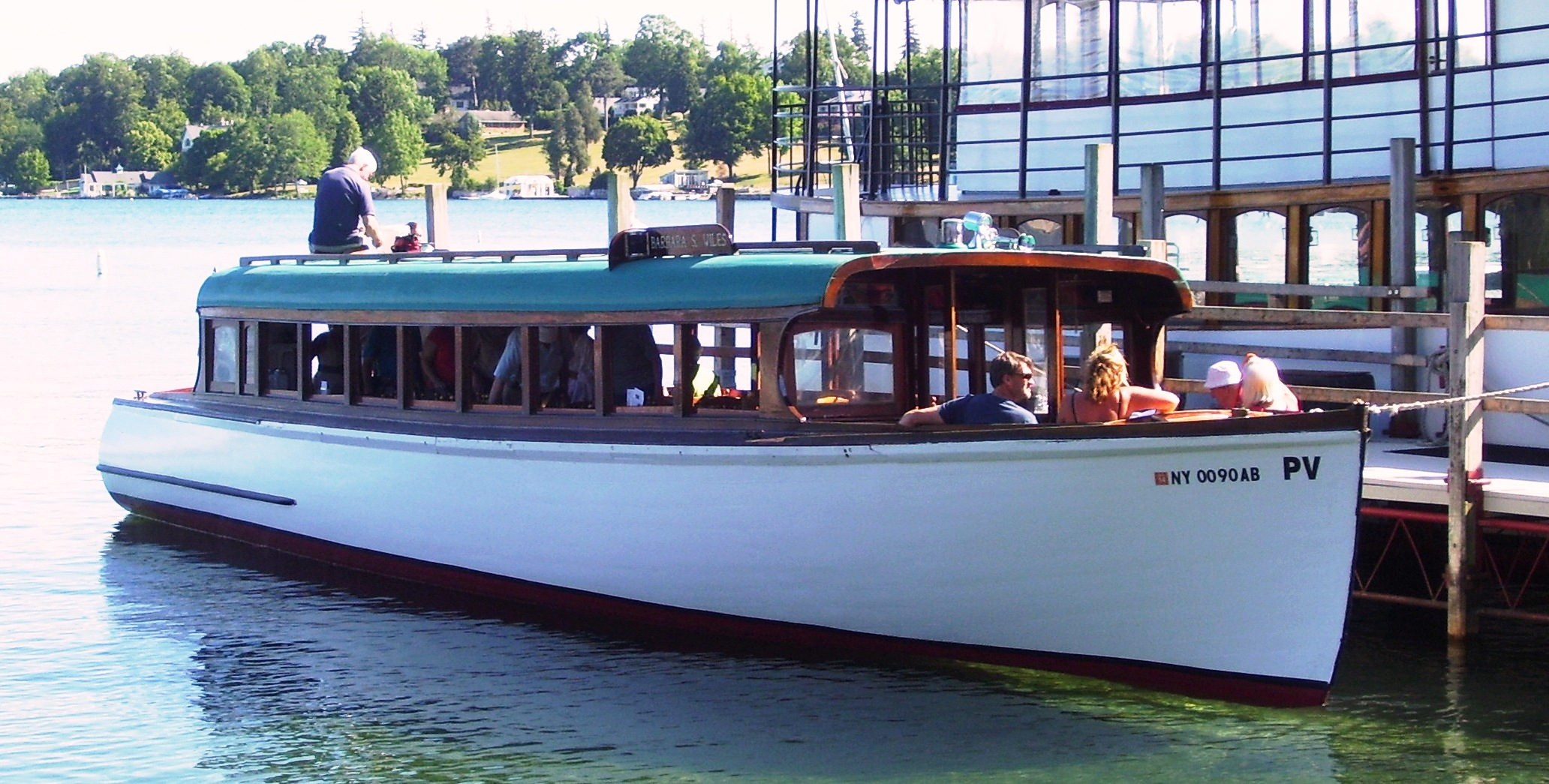
Paquebot turístic

Els primers paquebots aparegueren el segon terç del segle xviii com a petites embarcacions similars als bergantins, tot i que menys estilitzats, que creuaven habitualment el canal de la Mànega (sobretot entre Dover i Calais) amb l'única funció de transportar passatgers i cartes entre els dos països. Poc després aquest model de negoci fou replicat a molts altres llocs. Amb la mecanització de la navegació el terme es va generalitzar per a qualsevol tipus de vaixell que fes aquesta funció; fins i tot els transatlàntics.
Tot i que actualment la funció dels vells paquebots la desenvolupen bàsicament els avions i els automòbils (que circulen sobre infraestructures terrestres avui omnipresents però molt precàries el s. XVIII), en determinats llocs el terme ha subsistit però referint-se específicament a un tipus de barca fluvial i urbana amb un ús fonamentalment turístic, o fins i tot com a transport públic per creuar ports i badies.